# Дьенг, Горги
Горги Сай Дьенг (фр. Gorgui Sy Dieng; род. 18 января 1990, Кебемер, Луга) — сенегальский профессиональный баскетболист. Играл на позиции центрового. На студенческом уровне выступал за команду «Луисвилл Кардиналс», в составе которой в 2013 году стал чемпионом NCAA. На языке волоф его имя означает «старик».

## Ранние годы и школа
Дьенг посещал Академию спорта в Тиесе, Сенегал. Его пригласили для участия в программе «Баскетбол без границ», которая проходила в больницах ЮАР и в рамках которой удалось собрать 60 лучших игроков Африканского континента. Дьенг был признан MVP летнего Баскетбольного лагеря, который проходил в августе и сентябре 2009 года. Для работы с профессиональным тренером Дьенг перешёл в школу Хантингтона (Западная Вирджиния) в 2009-10 учебном году и работал с Робом Фулфордом. Здесь игрок в среднем набирал 15,4 очков, совершал 12,6 подборов и 7,2 блок-шота.

## Колледж
На игрока претендовали многие известные колледжи, в том числе Маркетт, Маршалл, университет Колорадо, Луисвилл. Лучшие условия предложили Маршалл и Луисвилл. 30 марта 2010 года главный тренер Маршалла Донни Джонс перешёл в Университет Центральной Флориды. Главным тренером Луисвилла стал Рик Питино, который и подтвердил переход Горгуя.
NCAA запретила Горги выступать за колледж, поэтому он приступил к индивидуальным тренировкам. 26 октября 2010 года Луисвилл подал на это решение апелляцию и она была удовлетворена, и Дъенг дебютировал в NCAA.
В первом сезоне Дьенг сыграл 29 матчей, в среднем проводя на площадке 16 минут. Он набирал 5,7 очка за игру, совершал 4,4 подбора и 1,9 блок-шота. «Луисвилл Кардиналс» финишировали в сезоне 2010-11 с результатом 25 побед при 10 поражениях, в матчах Big East выступили с результатом 12-6 и квалифицировались на третьем месте, однако проиграли в финальной части Коннектикуту. В итоговом турнире команда была посеяна под 4 номером, в рамках общего турнира Первого дивизиона NCAA, однако во втором раунде проиграла сеяной под 13 номером команде Морхед.
Во втором сезоне Дьенг выходил в стартовом составе на позиции центрового за «Кардиналс», а команда дошла до Финала Четырёх Первого дивизиона NCAA. В сезоне 2011-12 игрок лидировал в конференции Big East по количеству блок-шотов и установил рекорд колледжа по их количеству за сезон. 22 марта 2012 года Дьенг установил рекорд Луисвилля на турнире, совершив 7 блок-шотов в матче.
На третьем курсе колледжа Дьенг выставил свою кандидатуру на Драфт НБА 2013 года.

## Профессиональная карьера
На драфте НБА 2013 года Дьенг был выбран под общим 21-м номером командой «Юта Джаз», однако сразу же был обменян в «Миннесоту», которая получила также 14-й номера Шабазза Мухаммада, а отдала 9-й номер драфта Трэя Бёрка. 12 января 2015 года Дьенг набрал 22 очка в матче против «Денвер Наггетс». 28 января он был включен в состав команды мира для участия в матче восходящих звёзд НБА 2015 года.
20 декабря 2015 года Дьенг набрал 20 очков и 10 подборов в матче против «Бруклин Нетс». 6 февраля 2016 года он набрал 24 очка, 13 подборов и семь передач в победном матче над «Чикаго Буллз».
31 октября 2016 года Дьенг подписал с «Тимбервулвз» контракт на четыре года и 64 миллиона долларов.

### Мемфис Гриззлис (2020—2021)
6 февраля 2020 года Дьенг был приобретен командой «Мемфис Гриззлис» в ходе трехсторонней сделки с участием «Майами Хит». «Гриззлис» также получили в обмене Джастиса Уинслоу и Диона Уэйтерса, который позже был отчислен. «Хит» получили Андре Игуодалу, Соломона Хилла и Джея Краудера, а «Тимбервулвз» получили Джеймса Джонсона.
26 марта 2021 года Дьенг и «Гриззлис» достигли соглашения о выкупе контракта.

### Сан-Антонио Спёрс (2021)
29 марта 2021 года Дьенг подписал контракт с командой «Сан-Антонио Спёрс». В 16 матчах за «Сперс» он набирал в среднем 5,3 очка, 2,6 подбора и 1,2 передач со скамейки запасных.

### Атланта Хокс (2021—2022)
9 августа 2021 года Дьенг подписал контракт с командой «Атланта Хокс» на 1 год и 4 миллиона долларов.

### Возвращение в Сан-Антонио (2022—2023)
5 июля 2022 года Дьенг подписал контракт с «Сан-Антонио Спёрс».
5 января 2023 года Дьенг был отчислен «Спёрс», чтобы клуб смог освободить место в составе для обмена с «Бостон Селтикс».
Три дня спустя Дьенг подписал 10-дневный контракт со «Спёрс». 20 января он подписал второй 10-дневный контракт с клубом. 10 февраля Дьенг переподписал контракт со «Сперс» до конца сезона.
9 декабря 2023 года Дьенг объявил о своем уходе из профессионального баскетбола, но остался в «Сперс» в качестве представителя баскетбольных операций .

## Статистика

### Статистика в НБА
| Сезон   | Команда     | Регулярный сезон | Регулярный сезон          | Регулярный сезон         | Регулярный сезон         | Регулярный сезон                      | Регулярный сезон                   | Регулярный сезон            | Регулярный сезон           | Регулярный сезон              | Регулярный сезон              | Регулярный сезон         | Серия плей-офф  | Серия плей-офф            | Серия плей-офф           | Серия плей-офф           | Серия плей-офф                        | Серия плей-офф                     | Серия плей-офф              | Серия плей-офф             | Серия плей-офф                | Серия плей-офф                | Серия плей-офф           |
| Сезон   | Команда     | Сыгранные матчи  | Матчи в стартовой пятёрке | Количество минут за игру | Процент попаданий с игры | Процент попадания трёхочковых бросков | Процент попадания штрафных бросков | Количество подборов за игру | Количество передач за игру | Количество перехватов за игру | Количество блок-шотов за игру | Количество очков за игру | Сыгранные матчи | Матчи в стартовой пятёрке | Количество минут за игру | Процент попаданий с игры | Процент попадания трёхочковых бросков | Процент попадания штрафных бросков | Количество подборов за игру | Количество передач за игру | Количество перехватов за игру | Количество блок-шотов за игру | Количество очков за игру |
| ------- | ----------- | ---------------- | ------------------------- | ------------------------ | ------------------------ | ------------------------------------- | ---------------------------------- | --------------------------- | -------------------------- | ----------------------------- | ----------------------------- | ------------------------ | --------------- | ------------------------- | ------------------------ | ------------------------ | ------------------------------------- | ---------------------------------- | --------------------------- | -------------------------- | ----------------------------- | ----------------------------- | ------------------------ |
| 2013/14 | Миннесота   | 60               | 15                        | 13,6                     | 49,8                     | 100,0                                 | 63,4                               | 5,0                         | 0,7                        | 0,5                           | 0,8                           | 4,8                      | Не участвовал   | Не участвовал             | Не участвовал            | Не участвовал            | Не участвовал                         | Не участвовал                      | Не участвовал               | Не участвовал              | Не участвовал                 | Не участвовал                 | Не участвовал            |
| 2014/15 | Миннесота   | 73               | 49                        | 30,0                     | 50,6                     | 16,7                                  | 78,3                               | 8,3                         | 2,0                        | 1,0                           | 1,7                           | 9,7                      | Не участвовал   | Не участвовал             | Не участвовал            | Не участвовал            | Не участвовал                         | Не участвовал                      | Не участвовал               | Не участвовал              | Не участвовал                 | Не участвовал                 | Не участвовал            |
| 2015/16 | Миннесота   | 82               | 39                        | 27,1                     | 53,2                     | 30,0                                  | 82,7                               | 7,1                         | 1,7                        | 1,1                           | 1,2                           | 10,1                     | Не участвовал   | Не участвовал             | Не участвовал            | Не участвовал            | Не участвовал                         | Не участвовал                      | Не участвовал               | Не участвовал              | Не участвовал                 | Не участвовал                 | Не участвовал            |
| 2016/17 | Миннесота   | 82               | 82                        | 32,4                     | 50,2                     | 37,2                                  | 81,4                               | 7,9                         | 1,9                        | 1,1                           | 1,2                           | 10,0                     | Не участвовал   | Не участвовал             | Не участвовал            | Не участвовал            | Не участвовал                         | Не участвовал                      | Не участвовал               | Не участвовал              | Не участвовал                 | Не участвовал                 | Не участвовал            |
| 2017/18 | Миннесота   | 79               | 0                         | 16,9                     | 47,9                     | 31,1                                  | 77,5                               | 4,6                         | 0,9                        | 0,6                           | 0,5                           | 5,9                      | 5               | 0                         | 14,0                     | 33,3                     | 40,0                                  | 75,0                               | 3,6                         | 0,8                        | 0,4                           | 0,8                           | 3,4                      |
| 2018/19 | Миннесота   | 76               | 2                         | 13,6                     | 50,1                     | 33,9                                  | 83,0                               | 4,1                         | 0,9                        | 0,6                           | 0,5                           | 6,4                      | Не участвовал   | Не участвовал             | Не участвовал            | Не участвовал            | Не участвовал                         | Не участвовал                      | Не участвовал               | Не участвовал              | Не участвовал                 | Не участвовал                 | Не участвовал            |
| 2019/20 | Миннесота   | 46               | 17                        | 16,9                     | 44,8                     | 38,3                                  | 79,7                               | 5,6                         | 1,3                        | 0,8                           | 0,9                           | 7,4                      | Не участвовал   | Не участвовал             | Не участвовал            | Не участвовал            | Не участвовал                         | Не участвовал                      | Не участвовал               | Не участвовал              | Не участвовал                 | Не участвовал                 | Не участвовал            |
| 2019/20 | Мемфис      | 17               | 0                         | 18,7                     | 48,3                     | 25,0                                  | 73,8                               | 5,8                         | 0,9                        | 0,8                           | 1,0                           | 7,2                      | Не участвовал   | Не участвовал             | Не участвовал            | Не участвовал            | Не участвовал                         | Не участвовал                      | Не участвовал               | Не участвовал              | Не участвовал                 | Не участвовал                 | Не участвовал            |
| 2020/21 | Мемфис      | 22               | 1                         | 16,9                     | 51,9                     | 47,9                                  | 88,4                               | 4,5                         | 1,3                        | 0,8                           | 0,6                           | 7,9                      | Не участвовал   | Не участвовал             | Не участвовал            | Не участвовал            | Не участвовал                         | Не участвовал                      | Не участвовал               | Не участвовал              | Не участвовал                 | Не участвовал                 | Не участвовал            |
| 2020/21 | Сан-Антонио | 16               | 0                         | 11,3                     | 52,7                     | 31,8                                  | 83,3                               | 2,6                         | 1,2                        | 0,6                           | 0,1                           | 5,3                      | Не участвовал   | Не участвовал             | Не участвовал            | Не участвовал            | Не участвовал                         | Не участвовал                      | Не участвовал               | Не участвовал              | Не участвовал                 | Не участвовал                 | Не участвовал            |
| 2021/22 | Атланта     | 44               | 3                         | 8,4                      | 47,3                     | 42,6                                  | 73,1                               | 2,8                         | 0,8                        | 0,3                           | 0,3                           | 3,5                      | 2               | 0                         | 5,0                      | 50,0                     | 0,0                                   | 100,0                              | 1,5                         | 0,0                        | 0,0                           | 0,0                           | 1,5                      |
| 2022/23 | Сан-Антонио | 31               | 1                         | 11,5                     | 38,5                     | 28,0                                  | 76,9                               | 3,5                         | 1,7                        | 0,1                           | 0,5                           | 3,9                      | Не участвовал   | Не участвовал             | Не участвовал            | Не участвовал            | Не участвовал                         | Не участвовал                      | Не участвовал               | Не участвовал              | Не участвовал                 | Не участвовал                 | Не участвовал            |
|         | Всего       | 628              | 209                       | 20,9                     | 49,6                     | 35,5                                  | 79,1                               | 5,6                         | 1,3                        | 0,7                           | 0,9                           | 7,3                      | 7               | 0                         | 11,4                     | 35,0                     | 33,3                                  | 80,0                               | 3,0                         | 0,6                        | 0,3                           | 0,6                           | 2,9                      |

### Статистика в колледже
| Сезон                                                                                   | Команда  | GP  | GS | MPG  | FG%  | 3P%  | FT%  | RPG | APG | SPG | BPG | PPG |  |
| --------------------------------------------------------------------------------------- | -------- | --- | -- | ---- | ---- | ---- | ---- | --- | --- | --- | --- | --- |  |
| 2010/11                                                                                 | Луисвилл | 29  | 9  | 15,5 | 62,4 | 0,0  | 53,8 | 4,3 | 0,6 | 0,5 | 1,9 | 5,7 |  |
| 2011/12                                                                                 | Луисвилл | 40  | 40 | 32,8 | 52,5 | 50,0 | 67,6 | 9,1 | 1,1 | 1,2 | 3,2 | 9,1 |  |
| 2012/13                                                                                 | Луисвилл | 33  | 32 | 31,1 | 53,4 | 0,0  | 65,2 | 9,4 | 2,0 | 1,3 | 2,5 | 9,8 |  |
|                                                                                         | Всего    | 102 | 81 | 27,3 | 54,6 | 33,3 | 64,0 | 7,8 | 1,2 | 1,0 | 2,6 | 8,3 |  |
| Наведите курсор мыши на аббревиатуры в заголовке таблицы, чтобы прочесть их расшифровку |          |     |    |      |      |      |      |     |     |     |     |     |  |